# Amiodarone
Amiodarone là một thuốc chống loạn nhịp tim được sử dụng để điều trị và dự phòng một số loại rối loạn nhịp tim. Các rối loạn nhịp này bao gồm nhanh thất (VT), rung thất (VF), và nhịp nhanh QRS rộng, cũng như rung nhĩ và nhịp nhanh kịch phát trên thất. Tuy nhiên bằng chứng trong ngừng tim còn hạn chế. Thuốc được dùng bằng đường uống, đường tĩnh mạch hoặc truyền trong xương. Khi dùng đường uống cần mất khoảng vài tuần mới bắt đầu có tác dụng.
Tác dụng không mong muốn thường gặp bao gồm mệt mỏi, run tay, buồn nôn và táo bón. Do amiodarone có thể gây một số tác dụng không mong muốn nghiêm trọng nên nó chủ yếu được chỉ định cho rối loạn nhịp thất nặng. Tác dụng không mong muốn nghiêm trọng bao gồm độc tính với phổi như viêm phổi kẽ, tổn thương gan, loạn nhịp tim, tổn thương thị giác, tổn thương tuyến giáp và tử vong. Nếu sử dụng thuốc trong thời kỳ có thai hoặc cho con bú có thể ảnh hưởng đến thai nhi. Thuốc thuộc nhóm thuốc chống rối loạn nhịp III. Thuốc hoạt động một phần dựa vào tăng khoảng thời gian ttruowscc khi tế bào cơ tim co trở lại.
Amiodarone được tạo ra vào năm 1961 và được sử dụng trong y học vào năm 1962 cho đau ngực liên quan đến tim. Thuốc được rút khỏi thị trường vào năm1967 do các tác dụng không mong muốn. Năm 1974 thuốc được chứng minh có hiệu quả trong loạn nhịp và được đưa trở lại thị trường. Thuốc năm trong danh sách các thuốc thiết yếu của Tổ chức Y tế Thế giới - các thuốc hiệu quả và an toàn cần trong hệ thống y tế. Thuốc có sẵn ở dạng thuốc gốc. Ở các nước đang phát triển giá bán vào năm 2014 khoảng 0.06–0.26$ mỗi ngày. Ở Mỹ, mỗi tháng thường cung cấp khoảng $100 đến $200. Vào năm 2016 đây là thuốc được kê nhiều thứ 198 ở Mỹ với hơn 2 triệu đơn thuốc.

## Dược lý
Amiodarone thuộc nhóm thuốc chống loạn nhịp III và kéo dài pha 3 của điện thế hoạt động cơ tim, pha tái cực thường có sự giảm tính thấm calci và tăng tính thấm kali. Tuy nhiên thuốc cũng có nhiều tác dụng khác bao gồm cả hoạt động tương tự như các thuốc chống loạn nhịp nhóm Ia, II và IV.